# Max Joseph Roemer
Max Joseph Roemer (1791. – 1849.) je bio njemački botaničar. Radio je u Weimaru.
Među biljne rodove koje je opisao spadaju:
- Heteromeles M.Roem.
- Pyracantha M.Roem.

Među vrste koje je opisao spadaju:
- Amelanchier bartramiana (Tausch) M.Roem.
- Aria flabellifolia Spach ex M. Roem.
- Aria graeca (Lodd. ex Spach) M.Roem.
- Cedrela mexicana M.Roem.
- Cedrela velloziana M.Roem.
- Mukia maderaspatana (L.) M.Roem.
- Pyracantha angustifolia M.Roem.
- Pyracantha coccinea M.Roem.
- Toona ciliata M.Roem.
- Toona sinensis (A.Juss.) M. Roem.

## Djela
- Familiarum Naturalium Regni Vegetabilis Synopses Monographicae seu Enumeratio Omnium Plantarum hucusque Detectarum Secundum Ordines Naturales, Genera et Sepcies Digestarum, Additas Diagnosibus, Synonymis, Novarumque vel Minus Cognitarum Descriptionibus Curante M. J. Roemer. Fasc. i [-iv]... Vimarieae, M.Roem. [Weimar], 1º 14 sep-15 oct 1846, 2º dic 1846, 3º abr 1847, 4º may-oct 1847

Kad se citira Roemerov doprinos botaničkom imenu, rabi se kraticu M.Roem.